# راؤول لوزانو (لاعب كرة قدم)
راؤول لوزانو (بالإسبانية: Raúl Lozano) هو لاعب كرة قدم أرجنتيني في مركز الدفاع، ولد في 2 سبتمبر 1997 في مدينة سان فرانسيسكو سولانو في الأرجنتين. لعب مع كيلمس.

## وصلات خارجية
- راؤول لوزانو (لاعب كرة قدم) على موقع قاعدة بيانات كرة القدم.إي يو (الإنجليزية)
- راؤول لوزانو (لاعب كرة قدم) على موقع Soccerway.com (الإنجليزية)